# Ctenogobiops mitodes
Ctenogobiops mitodes és una espècie de peix de la família dels gòbids i de l'ordre dels perciformes.

## Morfologia
- Els mascles poden assolir 5,3 cm de longitud total.[5]

## Hàbitat
És un peix marí, de clima tropical i associat als esculls de corall que viu entre 9-21 m de fondària.

## Distribució geogràfica
Es troba al Pacífic occidental: Fiji, Indonèsia, les Illes Marshall, Nova Caledònia, Papua Nova Guinea i Salomó.

## Observacions
És inofensiu per als humans.